# Diphyllodes respublica
La paradisea repubblicana o paradisea calva (Diphyllodes respublica Bonaparte, 1850) è un uccello passeriforme della famiglia Paradisaeidae.

## Etimologia
Il nome scientifico della specie, respublica ("repubblica"), venne scelto da Bonaparte, nipote di Napoleone e fervente sostenitore della repubblica.

## Descrizione

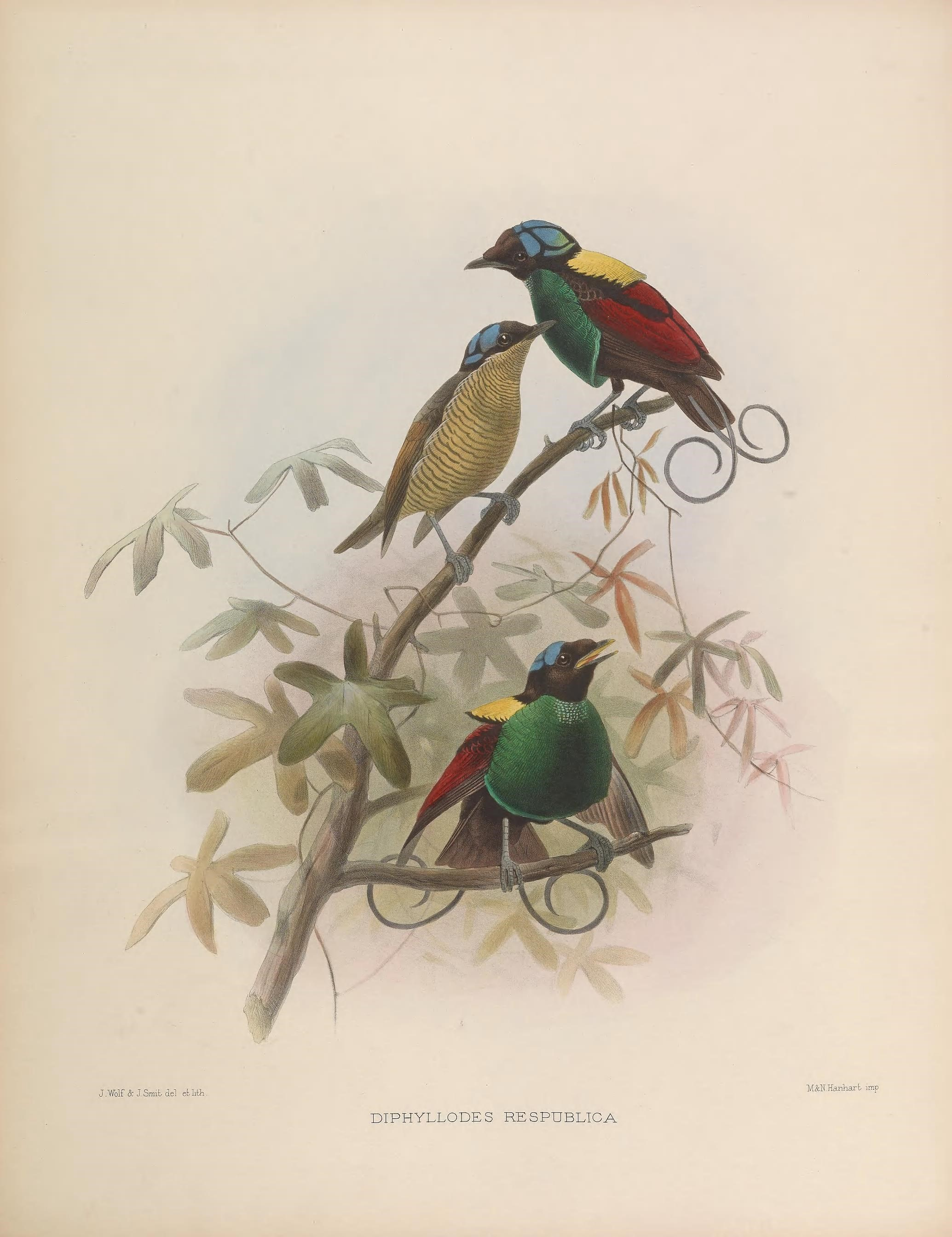
Maschio e femmina

### Dimensioni
Misura 16 cm di lunghezza (i maschi con le penne caudali raggiungono i 21 cm), per 52-67 g di peso.

### Aspetto
La paradisea magnifica può ricordare una pitta, in virtù dell'aspetto robusto e paffuto, del becco conico e di ali e coda corte e arrotondate.

Il dicromatismo sessuale, tipico degli uccelli del paradiso, è molto accentuato anche in questa specie: le femmine, infatti, presentano colorazione bruna su nuca, dorso, ali e coda e giallastra su gola, petto, ventre e sottocoda, con le singole penne ventrali orlate di bruno scuro a dare un aspetto ondulato. I maschi, invece, presentano testa, ventre e coda neri, dorso e ali rossi (ad eccezione delle remiganti primarie, che sono brune), nuca e spalle di color giallo zolfo e petto verde iridescente: le penne centrali della coda sono allungate e arricciate verso l'esterno. In ambedue i sessi gli occhi sono bruni, becco e zampe sono di color acciaio (il primo con interno della bocca di un vivido giallo-biancastro nei maschi), mentre sulla calotta sono presenti sei aree (una su fronte e sopracciglio, una sulle tempie e una sulla calotta su ambo i lati della testa) glabre e di colore bluastro (più vivido nei maschi che nelle femmine), alle quali la specie deve il nome comune di paradisea calva.

## Biologia
Si tratta di uccelli dalle abitudini diurne e principalmente solitarie, che si muovono perlopiù nella canopia e passano la maggior parte del proprio tempo muovendosi con circospezione alla ricerca di cibo.

### Alimentazione
La dieta della paradisea repubblicana è perlopiù frugivora, tuttavia questi uccelli accettano senza problemi anche insetti, artropodi ed altri piccoli invertebrati, che vengono scovati fra le cortecce e i licheni.

### Riproduzione

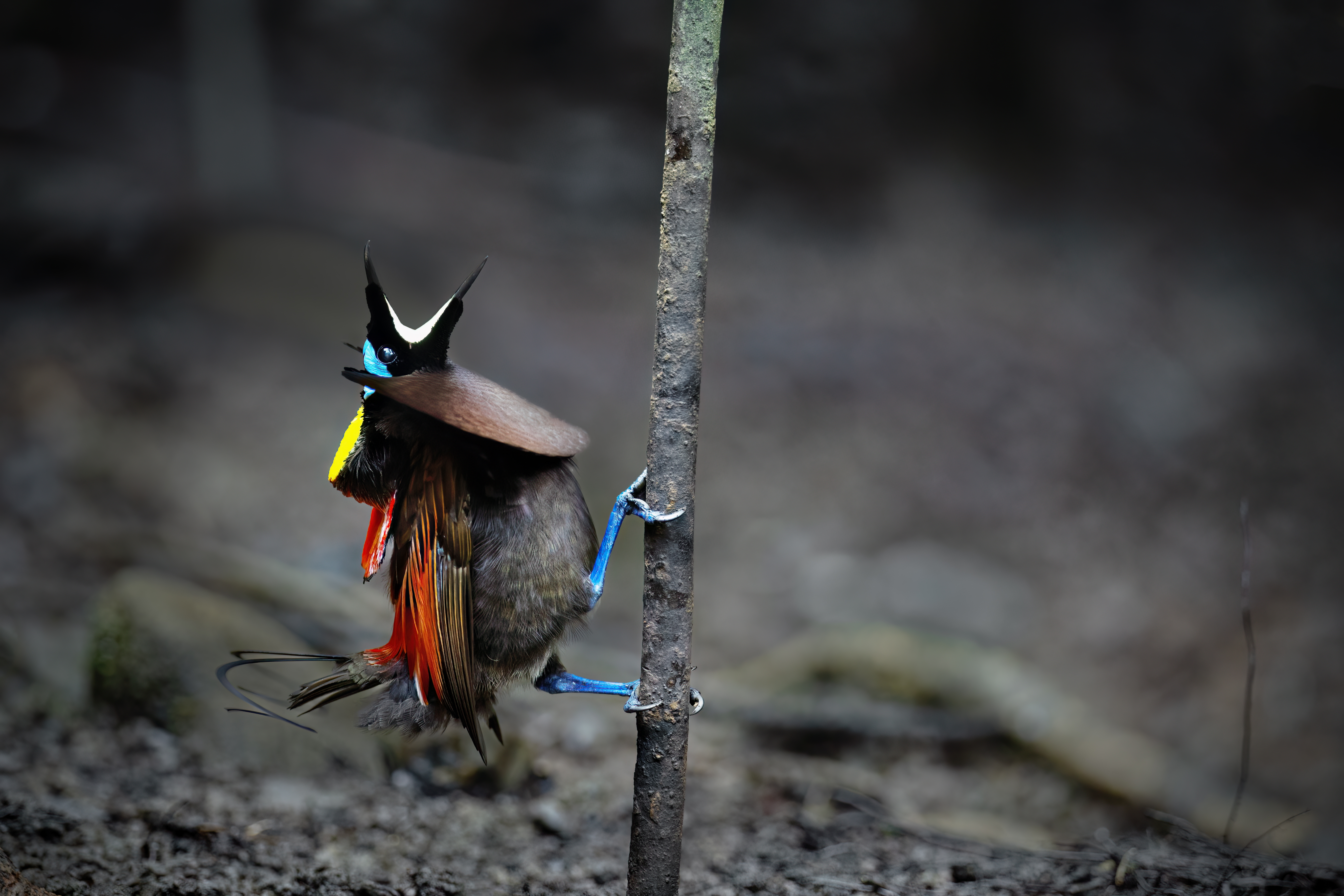
Maschio in esibizione.

Si tratta di uccelli poligini, i cui maschi si esibiscono in lek per attrarre il maggior numero di femmine possibile. Si pensa che non vi sia una stagione riproduttiva ben definita, ma che questi uccelli possano riprodursi durante tutto l'arco dell'anno.
Il corteggiamento è molto simile a quello osservabile nella congenere paradisea magnifica: il maschio delimita una porzione del suolo della foresta attorno a un supporto verticale, ripulendo accuratamente i dintorni e richiamando le femmine con una serie crescente di fischi. All'arrivo di una o più spettatrici, il maschio esegue un'elaborata parata rimanendo appollaiato orizzontalmente al supporto, dondolandosi avanti e indietro sulle zampe, gonfiando alternatamente le penne di groppa e petto e roteando le penne allungate della coda: la femmina può lasciarsi coprire oppure allontanarsi dal maschio, osservando più parate e scegliendo solo alla fine a quale maschio concedersi.
Dopo l'accoppiamento, la femmina si allontana dal maschio (che continua ad esibirsi nella sua arena) e si occupa in totale solitudine della costruzione del nido, della cova e delle cure parentali verso i nidiacei.

## Distribuzione e habitat
La paradisea repubblicana è endemica delle isole di Waigeo e Batanta, sulla punta nord-occidentale della Nuova Guinea.
L'habitat di questi uccelli è costituito dalle aree di foresta pluviale in collina fra i 300 ed i 1000 m, sebbene possano spingersi anche in pianura oppure più in quota.